# Igor Tyjon
Igor Tyjon (Southport, Inglaterra; 20 de marzo de 2008) es un futbolista británico de origen polaco que juega como delantero centro en el Blackburn Rovers de la EFL Championship de Inglaterra.

## Trayectoria
Tyjon se incorporó al Blackburn Rovers procedente del Rochdale en julio de 2023. Debutó con el equipo sub-21 del Blackburn con quince años en noviembre de 2023. Apareció en las convocatorias del primer equipo durante la temporada 2023-24 para los partidos de la EFL Championship contra el Bristol City y el Leicester City, aunque siguió siendo suplente. Firmó un contrato de becario con el Blackburn en julio de 2024.
El 27 de agosto de 2024, Tyjon fue incluido entre los suplentes del primer equipo del Blackburn Rovers en el partido de la EFL Cup contra el Blackpool. Debutó como profesional en la EFL Championship el 14 de septiembre de 2024, como suplente en la segunda parte del partido contra el Bristol City (3-0).

## Selección nacional
El 21 de febrero de 2024, Tyjon marcó dos goles en su debut con la selección sub-16 de Inglaterra en la victoria por 3-1 contra Arabia Saudí. En abril representó a Polonia en la categoría sub-16. En septiembre de 2024 jugó con Inglaterra sub-17.